# یوسف سفیانی
یوسف سفیانی (عربی: يوسف سُفيان؛ زادهٔ ۸ ژوئیهٔ ۱۹۸۴) بازیکن فوتبال اهل فرانسه است.
از باشگاه‌هایی که در آن بازی کرده‌است می‌توان به باشگاه فوتبال وستهام یونایتد، اشپورت فقاند زیگن، باشگاه فوتبال اوسر، باشگاه فوتبال مولودیه الجزایر، باشگاه فوتبال کاونتری سیتی، باشگاه فوتبال لیل، باشگاه فوتبال نوتس کانتی، باشگاه فوتبال رودا جی‌سی کرکراد، و باشگاه فوتبال وفاق سطیف اشاره کرد.